# 부르키나베 슈퍼컵
부르키나베 슈퍼컵(Burkinabé SuperCup)은 영어로 부르키나파소 슈퍼컵(Burkina Faso Super Cup)으로도 알려져 있으며, 부르키나베 프리미어리그 챔피언과 쿠페 뒤 파소 우승팀 간의 축구 대회이다.
또한 컵은 Coupe de l'Association Sportive des Journalistes du Burkina 로 알려져 있다.